# Portschinskia neugebaueri
Portschinskia neugebaueri är en tvåvingeart som först beskrevs av Josef Aloizievitsch Portschinsky 1881.  Portschinskia neugebaueri ingår i släktet Portschinskia och familjen styngflugor.
Artens utbredningsområde är Italien. Inga underarter finns listade i Catalogue of Life.